# Disney Channel (España)
Disney Channel fue un canal de televisión español de origen estadounidense que emitía en abierto, propiedad de The Walt Disney Company Iberia y operado por Net TV, filial de la internacional The Walt Disney Company. Fue lanzado al aire el 17 de abril de 1998 como un canal de suscripción adicional y basaba su programación en contenidos de la compañía Disney dirigidos a un público infantil y juvenil. 
En 2001, la plataforma de Sogecable, Digital+ (actual Movistar Plus+), lanzó una señal timeshift del canal, que emitía la misma programación de Disney Channel pero con una hora de retraso (Disney Channel +1).
Daba cobertura a España y Andorra.
El 1 de julio de 2008, sustituyó a Fly Music en la televisión digital terrestre, convirtiéndose así en el primer canal de Disney Channel en estar disponible gratuitamente en un país al nivel internacional.  Disney también lanzó una señal HD del canal en diciembre de 2011, solamente disponible en operadoras de pago. La señal en HD no entró en la TDT hasta febrero de 2024, debido a una normativa que obligó a todos los canales en abierto a transmitir en alta definición y eliminar sus señales de resolución estándar (SD).
Con el paso del tiempo, Disney Channel +1 fue sustituida en algunos canales de pago por Disney Cinemagic o Disney Channel HD,
Mediante un comunicado emitido por The Walt Disney Company a varios medios de prensa, se anunció que el canal cesaría sus emisiones en España el 7 de enero de 2025 debido a que no se pudo llegar a nuevos acuerdos con Net TV para seguir operando el canal en el respectivo país. Al igual que en otros territorios de Europa, sus contenidos serían transferidos a la plataforma de streaming Disney+.

## Historia
Disney Channel España nace en 1998, cuando la empresa Disney y Sogecable llegan a un acuerdo para la distribución de una versión en español del canal norteamericano Disney Channel en la plataforma satelital Canal Satélite Digital, operada por esta última. El canal comenzó sus emisiones el 17 de abril de 1998. 3 años después la oferta del canal se diversificó en la misma plataforma de satélite, y ofrecía 3 canales más: un servicio time shifting llamado Disney Channel +1, y los canales temáticos Toon Disney y Playhouse Disney. El primero se dedica exclusivamente a emitir animación de Disney, mientras que el segundo es un canal para niños en edad preescolar, y de igual forma funcionando como bloque matutino en Disney Channel.                               
Para la puesta en marcha del canal se recurrió, además de al archivo de dibujos animados, series y películas de Disney, a programas de producción propia que acercaran el canal al público español. Así se realizaron espacios como Art Attack, versión española del programa americano presentada por Jordi Cruz, el programa Liga Disney Channel que presentaría Raúl Ruiz, o Zona@Disney entre otros.
En febrero de 2008, Disney compró el 20% de las acciones del grupo de televisión digital terrestre Net TV, y el contrato implicaba la posibilidad de explotar una de las 2 licencias que la empresa tenía en TDT a la fecha.
Finalmente, la filial ibérica de The Walt Disney Company Europe anuncia, a finales de mayo, la puesta de Disney Channel como canal parte de la televisión digital terrestre a partir del 1 de julio de 2008, al reemplazar a Fly Music, el cual era gestionado por Europroducciones. El director de la cadena, José Vila, confirmó en esa fecha que la programación del canal se mantendría intacta, pero aumentaría la tasa de publicidad para sufragar los costes. El lanzamiento incluyó una campaña publicitaria bajo el lema "Disney Channel, por fin para todos".
Con este anuncio, Disney Channel España se convirtió en el primer canal de la franquicia Disney Channel en estar disponible de manera gratuita en el mundo.
El 1 de mayo de 2010, el canal empezó su parte de su programación en 16:9 en fase de pruebas. No fue hasta 2014 que el canal finalmente oficializa su transición de la relación de aspecto 4:3 al 16:9 panorámico.
El 5 de mayo de 2010 el canal obtuvo la mayor audiencia en toda su historia con el estreno del último episodio de la primera temporada de Patito Feo con 1.187.000 espectadores, batiendo récords de audiencia.
El 1 de diciembre de 2011, el canal lanza su propia señal HD, en un inicio dentro de la operadora de televisión de pago Canal+.
El 9 de marzo de 2017 el operador Vodafone TV reestructuró al completo todo su dial con motivo del lanzamiento de su nuevo servicio TIVO 4K, por lo que aprovechó para cesar y retirar a Disney Channel +1 de su oferta en favor del servicio "Últimos 7 días".
El 27 de noviembre de 2024, The Walt Disney Company Spain informó de que el 7 de enero de 2025 el canal cesaría sus emisiones en TDT y en los operadores de pago.
El 7 de enero de 2025 a las 00:01, Disney Channel finalizó sus emisiones siendo reemplazado por Squirrel en la TDT.

## Programación
Disney Channel España, además de emisiones de series producidas para el canal, al ser parte del sistema de televisión digital terrestre por normativa estaba obligada a transmitir parte de la programación de su canal de pago hermano Disney Jr., junto con otras producciones de empresas terceras que solo se encontraban disponibles por canales de suscripción. Se incluía también programación de su canal hermano Disney XD (cesado en 2020).

## Audiencias
A pesar de que este canal de televisión comenzó sus emisiones el 17 de abril de 1998, sus audiencias comenzaron a ser medidas en 2009:
| Año  | Enero  | Febrero | Marzo  | Abril  | Mayo   | Junio | Julio  | Agosto | Septiembre | Octubre | Noviembre | Diciembre | Media anual |
| ---- | ------ | ------- | ------ | ------ | ------ | ----- | ------ | ------ | ---------- | ------- | --------- | --------- | ----------- |
| 2009 | 0,8%   | 0,9%    | 1,0%   | 1,0%   | 1,1%   | 1,5%  | 1,8%   | 1,8%   | 1,8%       | 1,8%    | 1,8%      | 1,8%      | 1,4%        |
| 2010 | 1,8%   | 1,9%    | 2,1%   | 2,2%   | 2,1%   | 2,4%* | 2,4%*  | 2,3%   | 2,3%       | 2,1%    | 1,9%      | 1,9%      | 2,1% ()     |
| 2011 | 1,8%   | 1,7%    | 1,6%   | 1,6%   | 1,4%   | 1,6%  | 1,7%   | 1,7%   | 1,8%       | 1,6%    | 1,6%      | 1,8%      | 1,7% ()     |
| 2012 | 1,6%   | 1,6%    | 1,6%   | 1,7%   | 1,5%   | 1,7%  | 1,8%   | 1,8%   | 1,7%       | 1,4%    | 1,4%      | 1,6%      | 1,6% ()     |
| 2013 | 1,3%   | 1,3%    | 1,4%   | 1,3%   | 1,2%   | 1,5%  | 1,7%   | 1,7%   | 1,7%       | 1,5%    | 1,6%      | 1,7%      | 1,5% ()     |
| 2014 | 1,4%   | 1,3%    | 1,3%   | 1,3%   | 1,4%   | 1,6%  | 1,5%   | 1,5%   | 1,5%       | 2,0%    | 1,6%      | 1,8%      | 1,5% ()     |
| 2015 | 1,6%   | 1,3%    | 1,2%   | 1,6%   | 1,7%   | 1,2%  | 1,4%   | 1,5%   | 1,4%       | 1,4%    | 1,3%      | 1,4%      | 1,4% ()     |
| 2016 | 1,2%   | 1,0%    | 1,1%   | 1,1%   | 1,0%   | 1,1%  | 1,2%   | 1,2%   | 1,2%       | 1,1%    | 1,1%      | 1,2%      | 1,1% ()     |
| 2017 | 1,0%   | 1,0%    | 1,1%   | 1,1%   | 1,1%   | 1,2%  | 1,2%   | 1,2%   | 1,2%       | 1,1%    | 1,1%      | 1,5%      | 1,2% ()     |
| 2018 | 1,2%   | 1,1%    | 1,1%   | 1,4%   | 1,1%   | 1,2%  | 1,2%   | 1,4%   | 1,2%       | 1,2%    | 1,3%      | 1,4%      | 1,2% ()     |
| 2019 | 1,0%   | 0,9%    | 0,9%   | 1,0%   | 1,0%   | 1,0%  | 1,2%   | 1,3%   | 1,2%       | 1,1%    | 1,1%      | 1,2%      | 1,1% ()     |
| 2020 | 0,8%   | 0,8%    | 0,7%   | 0,7%   | 0,8%   | 1,0%  | 0,9%   | 0,8%   | 0,7%       | 0,6%    | 0,7%      | 0,7%      | 0,8% ()     |
| 2021 | 0,6%   | 0,5%**  | 0,5%** | 0,5%** | 0,5%** | 0,6%  | 0,7%   | 0,6%   | 0,6%       | 0,6%    | 0,6%      | 0,7%      | 0,6% ()     |
| 2022 | 0,5%** | 0,5%**  | 0,5%** | 0,5%** | 0,5%** | 0,6%  | 0,5%** | 0,7%   | 0,7%       | 0,7%    | 0,8%      | 1,0%      | 0,6% ()     |
| 2023 | 0,7%   | 0,6%    | 0,6%   | 0,7%   | 0,7%   | 0,7%  | 0,7%   | 0,7%   | 0,7%       | 0,8%    | 0,8%      | 0,9%      | 0,7% ()     |
| 2024 | 0,7%   | 0,6%    | 0,7%   | 0,7%   | 0,7%   | 0,8%  | 0,8%   | 0,8%   | 0,8%       | 0,8%    | 0,8%      | 0,8%      | 0,7% ()     |
| 2025 | 0,7%   | -       | -      | -      | -      | -     | -      | -      | -          | -       | -         | -         | 0,7% ()     |

El 5 de mayo de 2010, el canal obtuvo la mayor audiencia en toda su historia gracias al estreno del último episodio de la primera temporada de Patito Feo con 1.187.000 espectadores, batiendo récords de audiencia.
19 de noviembre de 2016, Disney Channel consiguió un 4% de share en total ese día, gracias a la emisión del film El Rey León.
*Máximo histórico |  **Mínimo histórico.
La audiencia bajó progresivamente desde el 24 de marzo de 2020, día el cual apareció en España la plataforma Disney+. La gran mayoría de lo que emitía Disney Channel España se había emitido previamente en Disney+.

## Cese de transmisiones
El 7 de enero del 2025, Disney Channel España cesó sus emisiones con el último capítulo de Hannah Montana. Al finalizar, se mostró una tanda de publicidad seguido de un anuncio de Disney+, y minutos después apareció un mensaje de cese de emisión: "Disney Channel ha cesado sus emisiones. Sigue disfrutando de tus series favoritas en Disney Jr." 
Segundos después empezó a emitir el nuevo canal Squirrel, un canal de películas de la misma compañía de Net TV.

## Logotipos desde 2003

2003-2011
2011-2014
2014-2017
2017-2022
2022-2025